# Listă de filme de groază din 1984
Aceasta este o listă de filme de groază din 1984.